# IC 3947
IC 3947 је лентикуларна галаксија у сазвјежђу Береникина коса која се налази на листи објеката дубоког неба у Индекс каталогу.
Деклинација објекта је + 27° 47' 8" а ректасцензија 12h 58m 52,0s. Привидна величина (магнитуда) објекта IC 3947 износи 14,4 а фотографска магнитуда 15,4. IC 3947 је још познат и под ознакама CGCG 160-211, NPM1G +28.0253, DRCG 27-72, PGC 44515.